# Saltasaurinae
De Saltasaurinae zijn een groep dinosauriërs behorend tot de Titanosauria.
Powell benoemde in 1992 impliciet de Saltasaurinae toen hij de Saltasauridae benoemde. De eerste definitie als klade werd gegeven door Dalgado in 1997: de laatste gemeenschappelijke voorouder van Neuquensaurus australis en Saltasaurus loricatus en al zijn afstammelingen. Paul Sereno gaf in 1998, zich niet bewust van Dalgado's werk, een afwijkende definitie als stamklade: alle Saltasauridae die nauwer verwant zijn aan Saltasaurus dan aan Opisthocoelicaudia. In 2003 verfraaide Wilson deze definitie tot: alle Saltasauridae die nauwer verwant zijn aan Saltasaurus loricatus dan aan Opisthocoelicaudia skaryzinskii
De Saltasaurinae zijn middelgrote tot grote sauropode planteneters die leefden van het Campanien tot en met het Maastrichtien (84-65 miljoen jaar geleden) toen ze uitstierven samen met alle andere dinosauriërs behalve de vogels. Het zijn voor zover bekend alle Zuid-Amerikaanse vormen.
De Saltasaurinae zijn de zustergroep van de Opisthocoelicaudiinae en bevatten de Aeolosaurini; basale saltasaurinen zijn Saltasaurus zelf en Neuquensaurus:
- Saltasaurinae
  - Neuquensaurus   (Argentinië)
  - Saltasaurus  (Argentinië & Uruguay)
  - Aeolosaurini
    - Aeolosaurus  (Argentinië)
    - Gondwanatitan  (Brazilië)
    - Rocasaurus